# Martainville-Épreville

Martainville-Épreville este o comună în departamentul Seine-Maritime, Franța. În 1 ianuarie 2022 avea o populație de 730 de locuitori.

## Personalități născute aici
- Théodore Basset de Jolimont (1787 – 1854), artist plastic.